# Herbert Windsor (2e vicomte Windsor)
Herbert Windsor, 2e vicomte Windsor (1er mai 1707 - 25 janvier 1758), est un propriétaire foncier britannique et un homme politique conservateur qui siège à la Chambre des communes de 1734 à 1738 avant d'accéder à la pairie en tant que baron Mountjoy et vicomte Windsor.

## Biographie
Il est le fils de Thomas Windsor (1er vicomte Windsor), et de Lady Charlotte Herbert, fille de Philip Herbert (7e comte de Pembroke). Il se présente sans succès au Parlement pour Bramber en 1734 mais est élu à la place sans opposition pour Cardiff, un siège contrôlé par sa famille. Il occupe le siège jusqu'en 1738, date à laquelle il succède à son père et entre à la Chambre des lords.
Lord Windsor épouse Alice Clavering, fille de John Clavering, 3e baronnet avec une dot d'une valeur de 60 000 £. Ils ont plusieurs filles. Il est décédé en janvier 1758, à l'âge de 54 ans. Comme il n'a pas de fils, ses titres s'éteignent avec lui. Lady Windsor est décédée en novembre 1776. Une de leurs filles, Charlotte Jane Windsor (1746–1800), hérite des domaines familiaux. Elle épouse John Stuart (1er marquis de Bute), qui est créé baron Cardiff. En 1776, les titres Mountjoy et Windsor détenus par la famille de sa femme sont ravivés lorsque Bute est nommé vicomte Mountjoy, comte de Windsor et marquis de Bute.